# Zacharivský rajón
Zacharivský rajón (ukrajinsky Захарівський район, do roku 2016 Frunzivský rajón, ukrajinsky Фрунзівський район) byl rajón v Oděské oblasti na Ukrajině. Hlavním městem byla Zacharivka a rajón měl přibližně 20 tisíc obyvatel. 

## Sídla v rajónu
- Zacharivka
- Zatyššja